# Alessandro Vaccaneo
Alessandro Vaccaneo (Garlasco, 14 juillet 1883 - Kuźnica Żelichowska, 28 janvier 1945) était un général italien et un vétéran de la Première Guerre mondiale. 
Au cours de la Seconde Guerre mondiale, il a occupé divers postes dans le secteur automobile de l'armée royale (Regio Esercito). Capturé par les Allemands en Grèce après la signature de l'armistice le 8 septembre 1943, il a été transféré à l'Offizierlager 64/Z de Schokken, puis a été abattu par les nazis à Schelkowhammer, en Pologne, lors d'une marche de la mort. Son meurtre a eu lieu après l'évacuation du camp de concentration vers lequel il avait été déporté avec deux cents autres officiers généraux italiens emprisonnés par le Reich nazi. Une rue porte son nom dans la ville de Garlasco.

## Biographie
Connu également sous le nom de Sandro, il est né à Garlasco, dans la province de Pavie, le 14 juillet 1883, fils de Ruperto, avocat travaillant au ministère du Trésor, et de Maria Magnaghi, femme au foyer. Initié à la carrière militaire, il s'enrôle dans l'armée royale et fréquente l'Académie royale militaire d'infanterie et de cavalerie de Modène, dont il sort le 7 septembre 1903 avec le grade de sous-lieutenant (sottotenente) affecté à la cavalerie en force au régiment "Cavalleggeri di Piacenza". Promu lieutenant (tenente) , il passe au service du 22e régiment "Cavalerie de Catane" le 10 septembre 1908. À partir du 16 mars 1911, il passe au 16e régiment "Cavalerie de Lucques", devenant également officier en charge du général Roberto Brusati, commandant du 1er corps d'armée.
Promu capitaine (capitano) le 31 mars 1915, il est transféré au 24e régiment "Cavalleggeri di Vicenza". avec lequel il participe à la Première Guerre mondiale, étant blessé lors des batailles sur le Carso. À la fin de la guerre, en 1919, il est mis en congé pendant six mois pour cause de maladie résultant des causes du service, où il reste jusqu'à ce qu'il atteigne le grade de général de brigade (generale di brigata) le 1er janvier 1937. Il rejoint ensuite le 16e régiment "Cavalerie de Lucques" à Padoue, puis est affecté au 19e régiment "Cavalerie Guides" et enfin, à partir du 24 octobre 1920, au Corps automobile militaire, d'abord au centre de Vérone et ensuite à la direction centrale de Turin.
Il devient major (maggiore) au 12e régiment de "cavalerie de Saluzzo" et est placé hors cadre et transféré au 2e régiment de transport à partir du 10 février 1924, devenant également juge au tribunal militaire territorial de Milan, institution où il reste même après sa promotion au grade de lieutenant-colonel (tenente colonnello). Muté le 1er novembre 1926 au 3e Centre d'Automobiles, il cesse d'être hors cadre.
Le 22 mai 1927, il retourne au 14e régiment "Cavalleggeri di Alessandria" et, à partir du 1er janvier 1933, brièvement transféré au 5e régiment "Lancieri di Novara", il occupe un poste d'auxiliaire auprès de la 1re division militaire à Turin. Il sert ensuite au commandement de la zone militaire de Turin, puis est mis en congé à partir du 10 mai 1937.
Devenu colonel (colonnello) le 4 juin 1934, il est définitivement transféré au corps automobile à la veille de la Seconde Guerre mondiale (1er janvier 1940) et reste à Turin, comme inspecteur de zone pour le Piémont, même lorsqu'il est promu général de brigade (generale di brigata) de réserve le 1er janvier 1942.
À partir du 10 janvier 1943, il se voit confier le poste de directeur, directeur intérimaire, automobile de l'Intendance du Commandement supérieur des FF AA de Grèce (11e armée) en Grèce, dont le quartier général est à Athènes. C'est là que, après la promulgation de l'armistice le 8 septembre 1943 (armistice de Cassibile), il est capturé par les Allemands le 16 du même mois et emmené en Pologne à l'Offizierlager 64/Z de Schokken, zweiglager (sous-camp) d'Altburgund dans la XXIe région militaire (Wehrkreis XXI) (à la fin de 1944, deux cent soixante-six soldats italiens, dont cent soixante-dix-sept généraux, sont emprisonnés dans ce camp).

### La marche de la mort
Lorsque l'armée soviétique se trouve sur la Vistule à la mi-janvier 1945, les nazis décident d'évacuer le camp et de transférer les internés à Luckenwalde, au sud de Berlin. Ainsi commence l'une des nombreuses marches de la mort, la colonne des généraux étant divisée en plusieurs sections. Avec seize autres compagnons de détention, Balbo Bertone s'est arrêté avec quelques camarades, en chemin, dans une taverne à la recherche de nourriture : ils ont été remarqués par un sous-officier de la Luftwaffe et signalés aux SS.
C'est à Kuźnica Żelichowska, avant que la marche ne puisse reprendre, qu'a lieu - sous les yeux des Polonaises et des déportés terrifiés - le massacre des personnes incapables de marcher. Le premier à tomber sous le feu nazi fut le général Carlo Spatocco ; puis ce fut le tour du général Emanuele Balbo Bertone ; puis ce fut le tour d'Alberto Trionfi d'être tué, et après lui les généraux Alessandro Vaccaneo, Giuseppe Andreoli et Ugo Ferrero.

## Décorations
- Médaille d'argent de la valeur militaire

- Au cours d'une marche épuisante, effectuée dans des conditions désastreuses en raison de la difficulté des approvisionnements et du mauvais temps, organisée par le commandement allemand pour le sauver, ainsi que d'autres généraux italiens, de l'avancée russe, bien qu'affaibli par la dure captivité et épuisé par la fatigue, il réussit à s'échapper. En pays hostile, reconnu par la population, il est capturé et remis aux SS allemands. Il reprit la marche et tomba d'épuisement en cours de route, et fut barbarement massacré. Schelkiow 28 janvier 1945.
- Médaille de bronze de la valeur militaire

- Officier supérieur de hautes vertus militaires, chef de flotte pendant sept mois de guerre en A.S., il savait tirer le rendement maximum de l'organisation de ses subordonnés par un effort constant. Il était toujours là où le risque était le plus grand pour inspecter, discipliner et nourrir le travail même dans les fractions avancées, défiant souvent l'attaque aérienne et d'artillerie de l'ennemi avec calme et mépris du danger. Pendant la marche d'une importante colonne de camions, lors d'une soudaine et violente attaque aérienne adverse, il a fait de son mieux pour limiter les dégâts du raid, disciplinant le mouvement des hommes et des véhicules avec calme et exemplarité. Un exemple rare de dévouement au devoir et de belles vertus militaires. A.S., Cyrénaïque, mai 1941-janvier 1942.
- Chevalier de l'ordre de la Couronne d'Italie - arrêté royal du 4 janvier 1923[8]
- Officier de l'ordre de la Couronne d'Italie - décret royal du 25 avril 1936[9]
- Médaille commémorative de la guerre italo-autrichienne 1915-1918
- Médaille commémorative de l'Unité italienne
- Médaille italienne de la Victoire interalliée

## Source
- (it) Cet article est partiellement ou en totalité issu de l’article de Wikipédia en italien intitulé « Alessandro Vaccaneo » (voir la liste des auteurs).